# Lyutha bint Sultan bin Ahmed Al-Mughairy
Lyutha bint Sultan bin Ahmed Al-Mughairy (arabisch ليوثا بنت سلطان بن أحمد المغيرية, DMG Liyūṯā bt. Sulṭān b. Aḥmad al-Muġairī; geboren am 9. März 1947) ist eine omanische Diplomatin. Sie war von Dezember 2016 bis Dezember 2020 Botschafterin ihres Landes in Berlin.

## Werdegang
Lyutha Al-Mughairyi absolvierte ein Bachelorstudium an der American University in Kairo. Aufbaustudien absolvierte sie am Rundfunk-Institut in Sussex und in Journalismus an der Columbia University New York. Von 1975 bis 1979 baute Al-Mughairyi den englischen Radio- und Fernsehsender des Oman in Abu Dhabi auf und übernahm auch die Leitung des Senders. Sie spricht Arabisch und Englisch.
Von 1980 bis 2006 trat Al-Mughairy als Beamtin in den Dienst der Vereinten Nationen (UN) und war in verschiedenen Positionen in den Hauptabteilungen für politische Angelegenheiten, Friedenssicherung und Öffentlichkeitsarbeit tätig. Bei ihrem Eintritt war sie die erste Bürgerin Omans im Sekretariat der UN und übernahm die Position der Informationsbeauftragten für das Internationale Jahr der Menschen mit Behinderungen. Von 1986 bis 1992 leitete Al-Mughairy die Nachrichtenverteilung, anschließend bis 1995 die Abteilung für Wahlunterstützung, bis 2003 den Verbindungsdienst der Abteilung für Öffentlichkeitsarbeit und bis 2006 den zentralen Informationsdienst.
Al-Mughairy trat in den diplomatischen Dienst ihres Landes ein und war von 2008 bis 2011 im Range eines Botschafters Abteilungsleiterin beim Generalsekretär des Außenministeriums. Anschließend war sie bis 2016 Botschafterin und Ständige Vertreterin bei den Vereinten Nationen in New York.
Lyutha bint Sultan bin Ahmed Al-Mughairy wurde am 13. Dezember 2016 zur außerordentlichen und bevollmächtigten Botschafterin des Sultanats Oman in Deutschland akkreditiert. Sultan Qabus bin Said ernannte sie am 30. August 2017 zur nicht-residierenden Botschafterin in der Schweiz, in Polen, Dänemark, Schweden, Norwegen, Finnland und Island.
Yousuf Said Mohammed Al Amri wurde am 7. Dezember 2020 als Al-Mughairys Nachfolger in Berlin akkreditiert.